# 大町市
大町市（日语：／ Ōmachi shi */?）為日本長野縣西北部的城市，高瀨川流經市內並往南流。當地以作為立山黑部阿爾卑斯路線在長野側的玄關口知名。

## 地理
- 日向山

## 交通
境內有東日本旅客鐵道的大糸線通過。
。大糸線: 安曇沓掛站 - 信濃常盤站 - 南大町站 - 信濃大町站 - 北大町站 - 信濃木崎站 - 稻尾站 - 海之口站 - 簗場站

## 名產

### 食品
- 黑部水壩咖哩飯

## 以大町市為舞台的作品

### 小說
- 眼之壁、影之地帶（皆為松本清張的小說。以仁科三湖周邊作為舞台）
- サイレント・ブラッド（Silent Blood，北林一光的小說）

### 動畫
- 星空的邂逅（以木崎湖周邊為舞台）
- 星空的邂逅2（同上）
- 在那個夏天等待（最終話以木崎湖周邊為舞台）

## 名人
- 奧原希望